# Partito Comunista Svizzero
Il Partito Comunista Svizzero (in tedesco Kommunistische Partei der Schweiz - KPS, in francese Parti communiste suisse - PCS) esistente dal 1922 al 1940.
Era particolarmente attivo nella Svizzera tedesca, specialmente nelle città di Basilea, Zurigo e Sciaffusa.

## Storia
Il Partito Comunista Svizzero venne fondato nel marzo del 1922 dall'unione tra sinistra socialista e i cosiddetti Vecchi comunisti (gruppo Forderung), il Partito Comunista Svizzero fu inizialmente influenzato dal leninismo e dal centralismo democratico, dal bolscevismo oltre che alla lealtà al programma del Komintern.
Tra i fondatori ci fu il comunista bulgaro Solomon Goldstein.
Al suo interno agirono anche membri del Komintern.
Si radicò soprattutto nelle città (Zurigo, Sciaffusa e Basilea) infatti raggiunse il 19,7% nel Canton Basilea Città e il 26% nel 1928 nel Canton Sciaffusa.
Nel dicembre 1930 venne espulsa la corrente più moderata concentrata a Sciaffusa e guidata da Walther Bringolf che nel 1935 confluì nel Partito Socialista Svizzero.
Dagli anni 1930 abbandonò progressivamente il leninismo per avvicinarsi allo stalinismo a partire dal 1931, con decine di emissari provenienti dall'Unione Sovietica anche per il reclutamento di volontari svizzeri per l'arruolamento nelle Brigate Internazionali durante la guerra civile spagnola, gli arruolati furono 700.
Il Partito Comunista Svizzero venne messo al bando il 29 novembre 1940, durante la seconda guerra mondiale aiutò i soldati sovietici fuggiti dai campi di concentramento a riparare in Svizzera e ad aiutare i maquis contro i nazisti.

Dal 1940 al 1944 esistette in clandestinità e nello stesso anno, il 14 ottobre, formò il Partito del Lavoro per eludere il bando.

## Congressi
- I 5-6 marzo 1921, Zurigo
- II giugno 1922
- III dicembre 1924
- IV aprile 1927
- V 1930
- VI maggio-giugno 1936
- VII maggio 1939

## Parlamentari comunisti al Consiglio Nazionale
Al Consiglio Nazionale ci sono stati 11 comunisti quasi tutti eletti nei cantoni di Zurigo (5) e Basilea Città (4):
- Emil Arnold (BS)
- Fritz Beck (ZH)
- Marino Bodenmann (BS)
- Walther Bringolf (SH)
- Christian-Albert Hitz (GR)
- Jules Humbert-Droz (ZH)
- Robert Müller (ZH)
- Fritz Platten (ZH)
- Friedrich Schneider (BS)
- Ernst Walter (ZH)
- Franz Welti (BS)

Nel 1922 è stato capogruppo Fritz Platten, dal 1925 al 1928 Franz Welti.

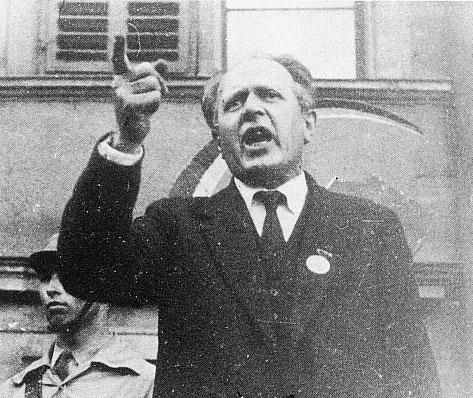
Fritz Platten, fondatore e leader iniziale del Partito Comunista Svizzero.

## Risultati elettorali
| Anno | % di voti | Seggi |
| ---- | --------- | ----- |
| 1922 | 1,8%      | 2     |
| 1925 | 2%        | 2     |
| 1928 | 1,8%      | 2     |
| 1931 | 1,5%      | 2     |
| 1935 | 1,4%      | 2     |
| 1939 | 2,6%      | 4     |